# ソウル大学校
ソウル大学校（ソウルだいがっこう、韓: 서울대학교、英: Seoul National University）は、大韓民国のソウル特別市冠岳区に本部を置く国立大学。略称はソウル大、SNU。

## 歴史

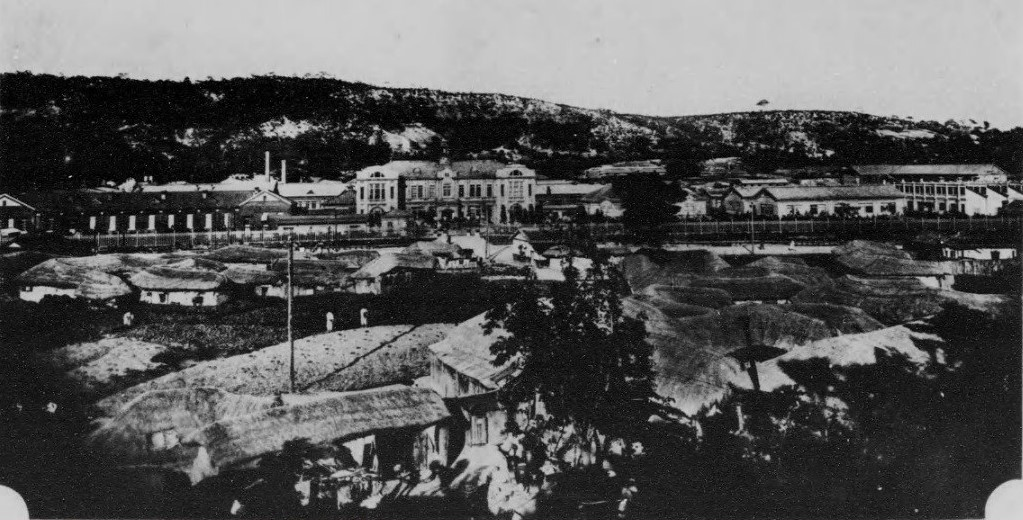
京城工業専門学校（現在のソウル大学校工科学校）

ソウル大学校は、19世紀末から20世紀初めにかけて高宗が設立した複数の教育機関を起源に持つ。
1924年（大正13年）に日本が外地初となる帝国大学の京城帝国大学を京城府（現:ソウル特別市）に創設。第二次世界大戦後の1945年10月17日に京城大学と改称された。
1946年8月22日、当時のアメリカ軍政庁は京城大学と9つの専門学校（京城医学専門学校、京城法学専門学校、京城歯科医学専門学校、京城工業専門学校、京城鉱山専門学校、水原農林専門学校、京城経済専門学校、京城師範学校、京城女子師範学校）を統廃合し、一つの国立大学を開設しようとする「国立ソウル大学校設立に関する法令」を公表した。この法令により、同年10月15日にソウル大学校が開校した。
初代学長はアメリカ人のハリー・B・アンステッド。韓国人の学長は1947年に就任した李春昊が最初。1950年9月に京城薬学専門学校がソウル大学校へ移管され、ソウル大学校薬学大学となった。
朝鮮戦争では、一時釜山に避難していたことがある。
法的には旧京城帝大とソウル大学校との連続性はないため、ソウル大学校の公式見解では京城帝大を起源とはしていない。しかし、理事会や一部の施設は旧京城帝大のものを流用しており、一部の学部は日本統治時代の学校を前身としている。
なお、韓国の大学における「大学」とは「大学校」の下位に属する概念であり、1990年代を起点に複数の学科を一つの学部に統合した「自由専攻学部」が設置されるようになった。

## キャンパス

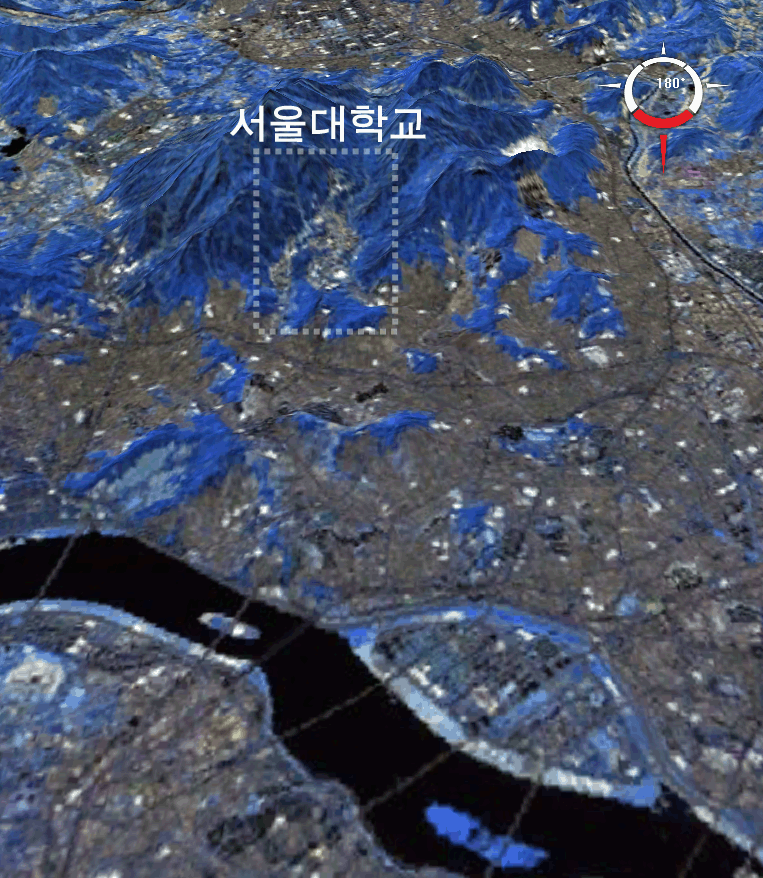
上空から見た冠岳キャンパス

ソウル特別市冠岳区新林洞にある冠岳キャンパスと、同市鐘路区蓮建洞にある蓮建キャンパスによって成り立っている。以前は、旧・京城帝国大学が創立された鐘路区大学路（文理科大学、法科大学、美術大学）、外に鐘路区蓮建洞（医科大学、歯科大学、薬学大学）、蘆原区孔陵洞（工科大学）、城北区鐘岩洞（商科大学）、中区乙支路5街（師範大学）、中区南山洞（音楽大学）、京畿道水原市（農業大学、獣医科大学）に立地していたが、1975年にソウル大学校総合化計画として冠岳へ移転することになった。
よって医科大学・附属病院、歯科大学、農科大学、獣医科大学を除く全学部がソウル郊外の冠岳区に移転した。
現在、大学本部がある冠岳キャンパスは、元々駐留米軍のゴルフ場であった敷地を利用して建てられた。正門近くには経営大学、反対側である山中腹には工科大学、後門の側には冠岳舎(学生寮)と教授会館が位置している。キャンパス内の古い教授会館は昔のクラブハウスであり、付近にはティーグラウンドと思われる場所が点在している。ソウルでは、汝矣島と並ぶ桜の名所である。冠岳の冠岳山の山肌に沿ってキャンパスをつくり外部との出入りは門が作られている道路を通る、山越えをするか崖から川に飛び降りるしか市内に出る方法がない。そのためデモを阻止したい政府・治安維持隊にとって封鎖するには都合がよかった。その理由で、当時の韓国政府がソウル大学校の学生の反朴正煕闘争に対する統制手段としてキャンパスを冠岳に移転したという疑いもある。
現在冠岳キャンパスにある約200棟の建物の中で半分は、1990年以後に建設されたものになり、特にここ数年、新校舎建設ラッシュとなっており、一部では山林や樹木を所轄官庁の許可なく倒し、市民団体から抗議を受けたこともある。最寄り駅は落星垈駅もしくはソウル大入口駅になる。
かつての京城帝国大学医学部跡に位置する蓮建キャンパスには、医科大学・歯科大学・看護大学があり、ソウル大学校付属病院本院もこのキャンパスに位置している。場所は大学路と昌慶宮路の間にあり、恵化駅が最寄り駅になる。病院本館がキャンパスの中心にあり、医大本館等が大学路、歯科大学が昌慶宮路に位置している。
過去に農業生命科学大学、獣医科大学があった水原キャンパスは、これら単科大学が2003年に冠岳キャンパスに移転する事に伴い売却される事となったが、未だに成立していない。他にも、全羅南道求礼郡と光陽市等に約200km2の演習林を所有している。現在では、仁川経済自由区域の青羅地区に韓国科学技術院の新校舎と国際科学複合研究団地、京畿道水原市に次世代融合技術研究院、江原特別自治道平昌郡にグリーンバイオ先端研究団地を造成する計画が進行している。

## 教育及び研究

### 設置大学
ソウル大学校は16の単科大学（英名ではcollege）から成る。殆どの場合はこれらの下に各学科が置かれているが、1990年代以降に大韓民国で進んでいる学部制導入により、たとえば経済学部が社会科学大学の下に存在するなど、学部が単科大学の下に存在する場合もある。単科大学別の開設学科は下記の通り。
歯医予科及び歯医学科は2002年を最後に募集を停止し“歯医学専門大学院”制度によって大学院に統合された。2008年度以降の新入生には、主専攻以外に、複数専攻や連合専攻、連携専攻などといった、他の学科の単位を必ず履修しなければならない第2専攻制義務化が適用される事となった。
法科大学も法学専門大学院制度によって2009年以後新入生の募集を停止した。
2014年からは歯医学大学院が新入生募集制度を変更し、歯医学学士・修士統合過程を新設し、2002年以前のように高校から歯医学科へ進学できるようになった。

#### 冠岳キャンパス
- 人文大学
  - 国語国文学科
  - 中国語中国文学科
  - 英語英文学科
  - フランス語フランス文学科
  - ドイツ語ドイツ文学科
  - ロシア語ロシア文学科
  - スペイン語スペイン文学科
  - 言語学科
  - 歴史学部
    - 韓国史学専攻
    - 東洋史学専攻
    - 西洋史学専攻

  - 考古美術史学科
    - 考古学専攻
    - 美術史学専攻

  - 宗教学科
  - 美学科
  - 哲学科
  - アジア言語文明学部
    - 日本言語文明専攻
    - 東南アジア言語文明専攻
    - インド言語文明専攻
    - 西アジア言語文明専攻
- 社会科学大学
  - 政治外交学部
    - 政治学専攻
    - 外交学専攻

  - 経済学部
  - 言論情報学科
  - 人類学科
  - 心理学科
  - 地理学科
  - 社会福祉学科
  - 社会学科
- 法科大学
  - 法学部
- 経営大学
  - 経営学科
- 師範大学
  - 教育学科
  - 国語教育科
  - 英語教育科
  - フランス語教育科
  - ドイツ語教育科
  - 社会教育科
  - 歴史教育科
  - 地理教育科
  - 倫理教育科
  - 数学教育科
  - 物理教育科
  - 化学教育科
  - 生物教育科
  - 地球科学教育科
  - 体育教育科

- 自然科学大学
  - 数理科学部
  - 統計学科
  - 物理・天文学部
    - 物理学専攻
    - 天文学専攻

  - 化学部
  - 生命科学部
  - 地球環境科学部
- 医科大学
  - 医予科
- 獣医科大学
  - 獣医予科
  - 獣医学科
- 工科大学
  - 機械航空工学部
    - 機械工学専攻
    - 宇宙航空工学専攻

  - 材料工学部
  - 電気・情報工学部
  - コンピューター工学部
  - 化学生物工学部
  - 原子核工学科
  - 造船海洋工学科
  - 建築学科
    - 建築学専攻
    - 建築工学専攻

  - 産業工学科
  - エネルギー資源工学科
  - 建設環境工学部
- 農業生命科学大学
  - 植物生産科学部
    - 作物生命科学専攻
    - 園芸生命科学専攻
    - 産業人力開発学専攻

  - 山林科学部
    - 山林環境学専攻
    - 環境材料科学専攻

  - 応用生物化学部
    - 応用生命化学専攻
    - 応用生物学専攻

  - バイオシステム・素材学部
    - バイオシステム工学専攻
    - バイオ素材工学専攻

  - 造景・地域システム工学部
    - 生態造景学専攻
    - 地域システム工学専攻

  - 食品・動物生命工学部
    - 動物生命工学専攻
    - 食品生命工学専攻

  - 農経済社会学部
    - 農業資源経済学専攻
    - 地域情報専攻

- 薬学大学
  - 薬学科
  - 製薬学科
- 生活科学大学
  - 衣類学科
  - 食品栄養学科
  - 消費者児童学部
    - 消費者学専攻
    - 児童学専攻
- 美術大学
  - 東洋画科
  - 西洋画科
  - 彫塑科
  - デザイン学部
    - 陶磁工芸専攻
    - 金属工芸専攻
    - 工業デザイン専攻
    - 視覚デザイン専攻
- 音楽大学
  - 声楽科
  - 作曲科
    - 作曲専攻
    - 理論専攻

  - 器楽科
    - ピアノ専攻
    - 弦楽専攻
    - 管楽専攻

  - 国楽科
- 自由専攻学部
- 先端融合学部
  - デジタルヘルスケア専攻
  - 融合データ科学専攻
  - 持続可能技術専攻
  - 次世代知能形半導体専攻
  - 革新新薬専攻

#### 蓮建キャンパス
- 医科大学
  - 医学科
- 看護大学
  - 看護学科

### 大学院
一般大学院と専門大学院が設置されている。一般大学院には、修士課程に5系列・71学科（部）・27協同課程が、博士課程に5系列・72学科（部）・26協同課程が設置されている。専門大学院には、現在6系列が設置されており、博士課程は国際学科にだけ存在する。2008年には法学専門大学院の誘致に成功して、法学専門大学院の認可及び定員に関する審議機関である法学教育委員会によって、定員を150名とする事が決定された。開院は2009年3月。専門大学院の一覧は下記の通り。

#### 冠岳キャンパス
- 保健大学院
  - 保健学科
  - 環境保健学科
- 環境大学院
  - 環境計画学科
  - 環境造景学科
- 行政大学院
  - 行政学科
- 国際大学院
  - 国際学科
- 経営専門大学院
  - 国際認証MBA（経営学修士）
  - ソウル大学MBA
- 法学専門大学院

平昌キャンパス
- 国際農業技術大学院
- グリーンバイオ科学技術研究院
  - 農業生命科学大学（農学部）牧場

#### 蓮建キャンパス
- 歯医学大学院
- 融合科学技術大学院

## 付属施設

### 記録館
1997年7月に、ソウル大学校の記録及び歴史保存のために設置された大学資料室として発足した。2001年9月に現在の名称に改称された。ソウル大学校と係わる歴史記録及び行政文書を多く収集している。記録館に所蔵された記録物は、ソウル大学校の歴史的発展と移り変わりを窺うことができる学校史の資料や学生運動に関連する資料、教授及び同窓生等が寄贈した個人コレクション等である。一般人も閲覧及びコピーが可能。（但し、個人情報の含まれた資料は部分閲覧だけ可能）。現在では、約5万件のソウル大学校関連記録を保存している。

### 図書館

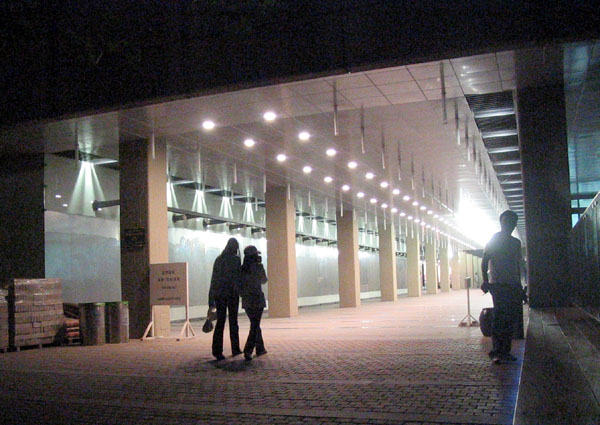
中央図書館連結トンネルの夜景

1946年の開校と同時に、京城帝国大学の建物と書籍を受け継いで“国立ソウル大学校中央図書館”として開館し、1949年に名称が“ソウル大学校付属図書館”に変更された。1975年1月に、本館が冠岳キャンパスに移転された事に伴い、名称が“ソウル大学校図書館”となり、1992年に再び“ソウル大学校中央図書館”に変更された。水原キャンパスにあった農業生命科学大学が、冠岳キャンパスに移転した事に伴い、2005年に農学図書館も水原キャンパスから冠岳キャンパスに移転した。2006年以降は、分館として社会科学図書館、経営学図書館、農学図書館、法学図書館、医学図書館、歯医学図書館、国際学図書館の7館が設置される様になった。現在では、分館を含んだすべて蔵書量は約400万冊となっている。

### 美術館
1995年に美術大学東洋画科のイ・ジョンサン教授が美術館の建立建議案を出し、三星文化財団の寄贈で作られた。設計はオランダの建築家であるレム・コールハースが引き受け、地上3階・地下3階、延べ面積1357坪の規模で、三星物産が施工を引き受けた。2003年に、冠岳キャンパス正門の隣に着工し、2005年に完成、2006年6月8日に開館した。2007年10月9日には、デンマーク女王のマルグレーテ2世が訪問した。

### 博物館
1946年の大学設立とともに、1941年に建てられた京城帝国大学時代の建物と遺物をそのまま受け継ぎ“ソウル大学校付属博物館”として開館した。1975年に、中央図書館6階に移転された事に伴い、名称も“ソウル大学校博物館”に変更された。1993年に、現在の建物に移転された。
1階では考古歴史と現代美術及び企画物、2階では人類民俗と伝統美術に関する物品をそれぞれ展示している。主要常設展示物では、各種考古遺跡出土物及び自然史に関連する標本等がある。

### 言語教育院
1963年1月に“語学研究所”として設立され、2001年に現在の名称に変更された。ソウル大学校の関係者に英語を含めた外国語教育を実施したり、外国人に朝鮮語及び韓国文化を教授する業務を担っている。これ以外にも、英語能力検証試験であるTEPSやSNULT等多くの言語能力測定試験を研究開発する業務を引き受けている。
ちなみにここの外国語コースには日本語教育のコースも開設されており、現在2名の日本人専任講師が教育に携わっている。

## 学内における言論

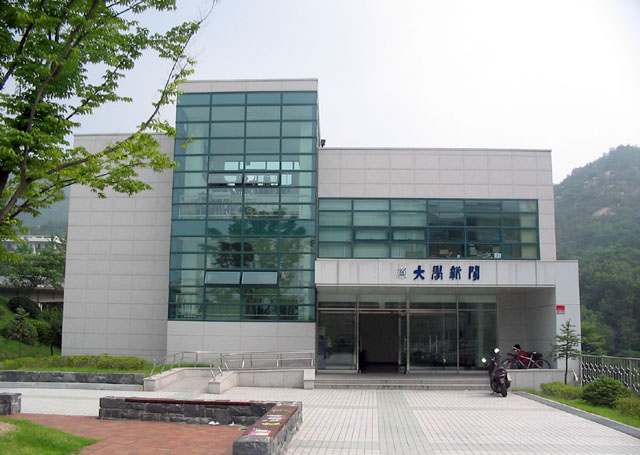
大学新聞社

朝鮮戦争によって釜山に避難している間の1952年2月4日に、“大学新聞”の第一版が発行された。1953年の休戦に伴い、出版局はソウルの東崇洞の方へ移転し、1958年からは高校生向けの版も発表される様になった。1960年の財政難により、長期間発行が中止されたが、1975年に冠岳キャンパスへ移転して以降は、現在まで休刊する事無く発行され続けている。発行された当初は、週2回・1部500ウォンで発売されていたが、現在では毎週月曜日に無料で配布されている。因みに、休暇中やテスト期間の発行は禁止されている。
月刊誌“ソウル大ジャーナル”は、1995年に総学生会で“私達の世代”というタイトルで創刊した。1997年に総学生会から独立し、2001年に“ソウル大ジャーナル”に名称を変更した。“校誌冠岳”は、1990年創刊され、季刊誌として発行されている。“ソウル大ジャーナル”と同様に、本来は総学生会傘下にあったが、2006年に総学生会会則から該当条項が削除された。
また、2002年からは女子学生向けの自治言論誌“ジュイサンス”も出版されており、2000年に開設された学内コミュニティサイト“スヌライプ”も、学内ニュースや学生と教授との対話を掲載する等、言論としての機能も一部担当している。

## その他
韓国では延世大学校、高麗大学校と共に「SKY」と呼ばれる3大トップの最難関大学の一つである。イギリスの国際高等教育情報機関クアクアレリ・シモンズ（Quacquarelli Symonds）社によるアジア大学評価ランキングでは、2014年調査で4位を占める。なお、2008年8月6日のKBS（韓国放送公社）の報道によれば、ソウル大学校は将来的に法人化の道を選んでいると同校のスポークスマンが発表した。これによれば、大学全体の国際競争力を高めるためには、国立であることで受ける制限や干渉を脱することが不可欠であり、近年中に会計システムや運営戦略における大学運営陣の裁量を高めるべく、進んで法人化に向かうのだという。そして法人化のための法律である「国立大学法人ソウル大学校の設立や運営に関する法律公布案(국립대학법인 서울대학교 설립ㆍ운영에 관한 법률 공포안)
」が2010年12月8日韓国国会の本議会で可決され、2011年12月28日正式に「国立大学法人ソウル大学校」として出帆した。しかし一部の学生や教授の反発が法人化推進当時からあって、一時本部が法人化を反対する学生らによって占拠されたことがあるなどの反発が続いた。
大学の標語 (モットー)は ラテン語で"Veritas Lux Mea"  （真理は我が光）である。

## 卒業生

ソウル大学校の著名な卒業生
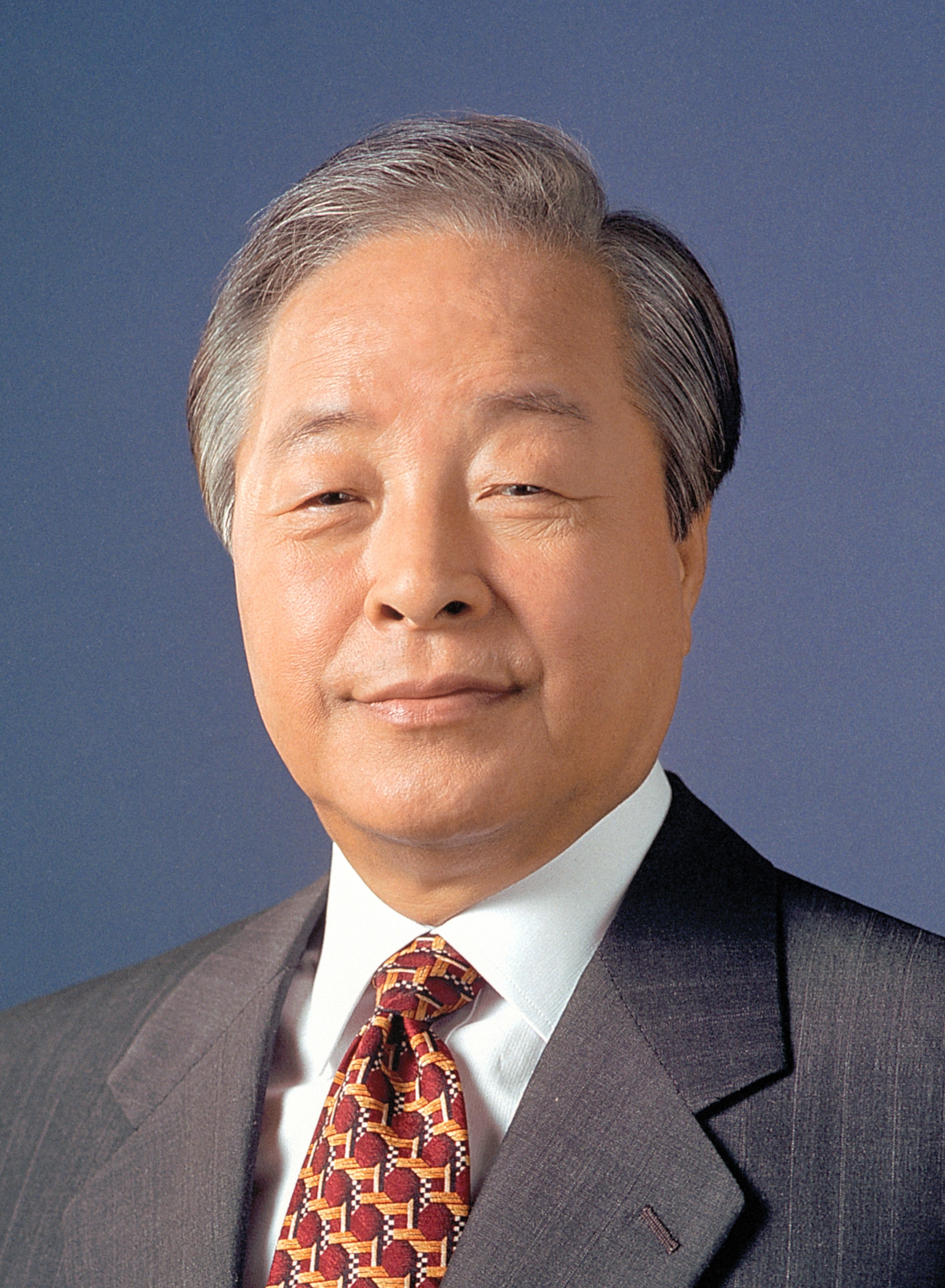
金泳三, 第14代韓国大統領
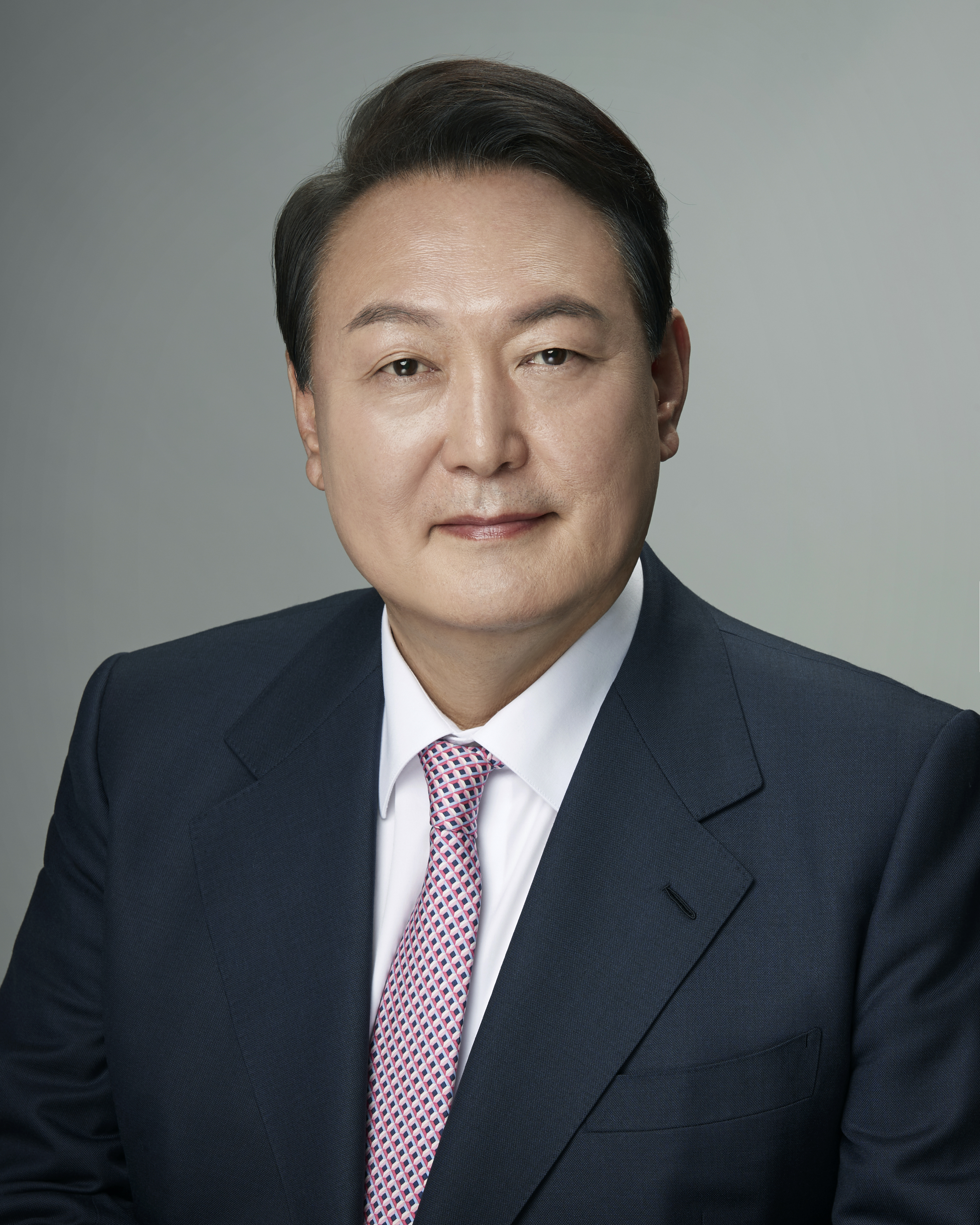
尹錫悦, 第20代韓国大統領
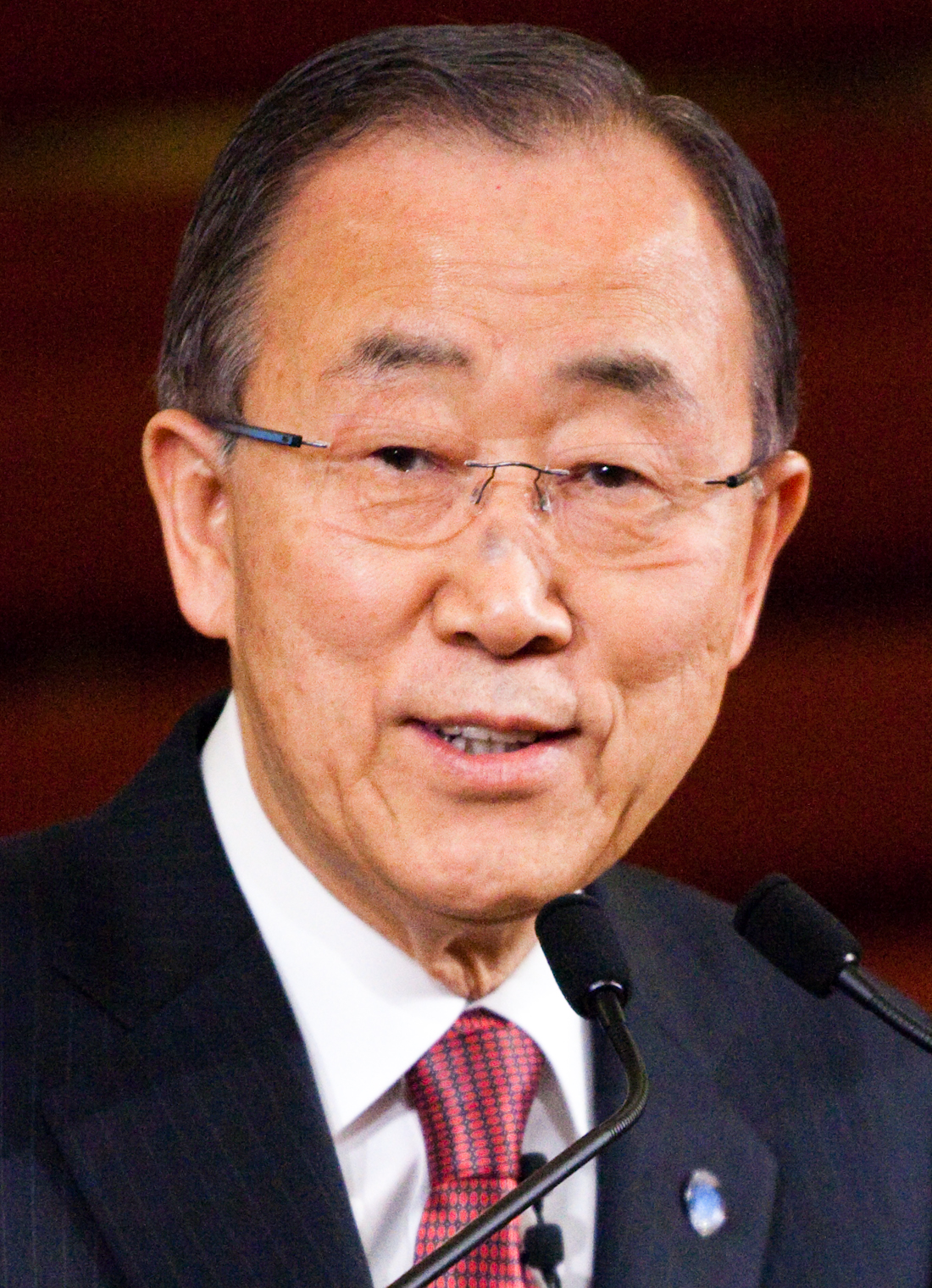
潘基文, 第8代国連事務総長
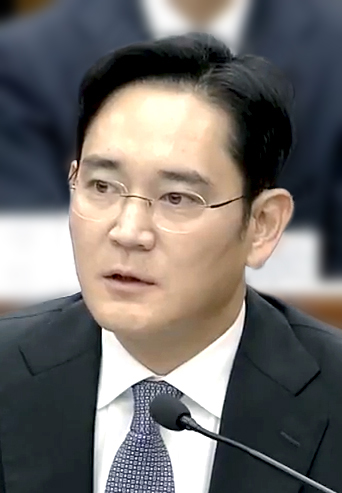
李在鎔, サムスン電子会長
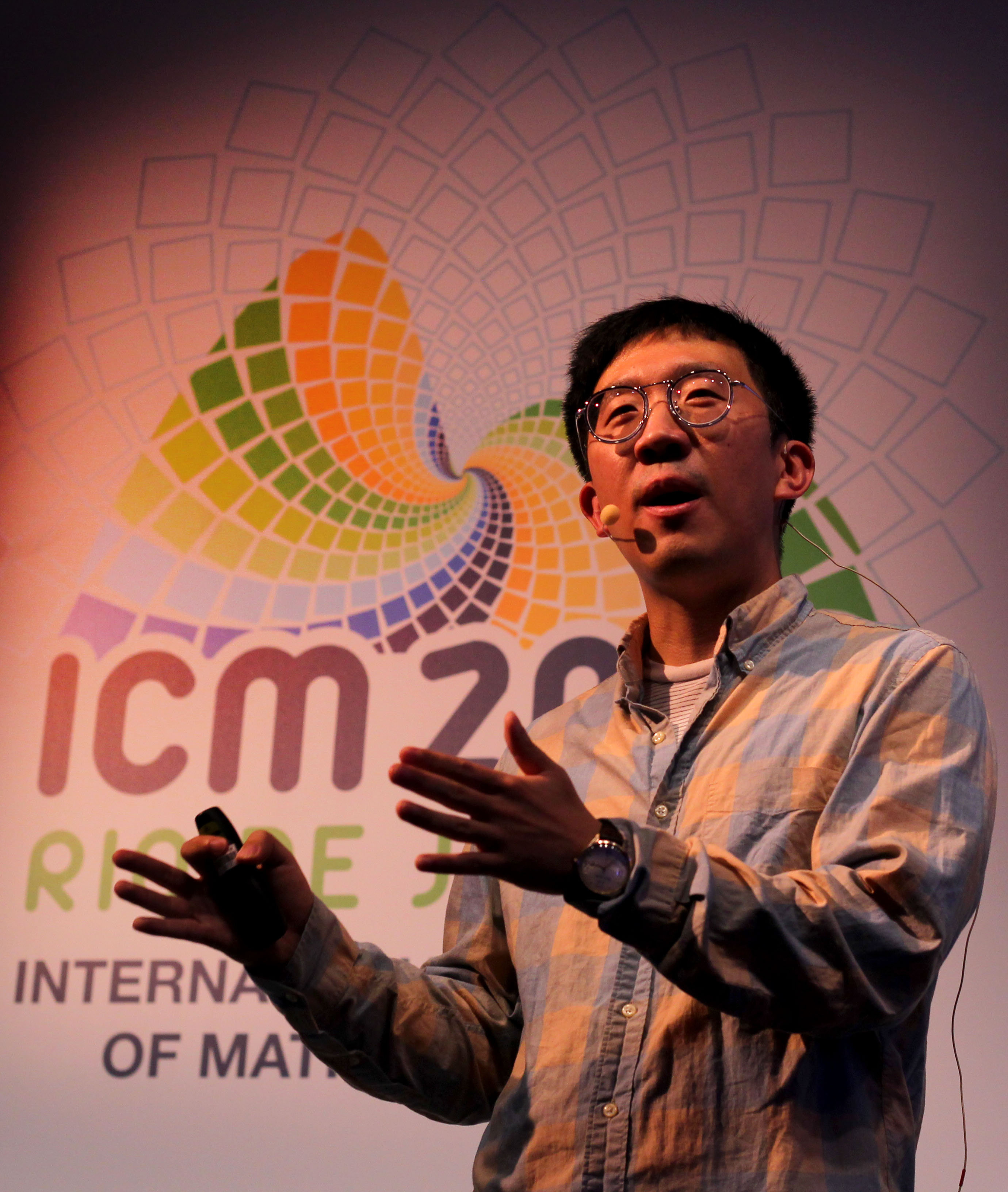
許埈珥, 数学者

## 日本における協定校
五十音順に記載。
| - 青山学院大学 - 大阪大学 - 九州大学 - 群馬大学 - 慶應義塾大学 - 国際教養大学 - 国際連合大学 - 神戸大学 - 京都大学 - 上智大学 - 湘南工科大学 | - 千葉大学 - 中央大学 - 筑波大学 - 東京大学 - 東京外国語大学 - 東京芸術大学 - 東京工業大学 - 東北大学 - 徳島大学 - 同志社大学 - 長崎大学 | - 名古屋大学 - 一橋大学 - 藤田保健衛生大学 - 北海道大学 - 法政大学 - 山口大学 - 山梨大学 - 理化学研究所 - 立教大学 - 立命館大学 - 早稲田大学 |